# Ołownik

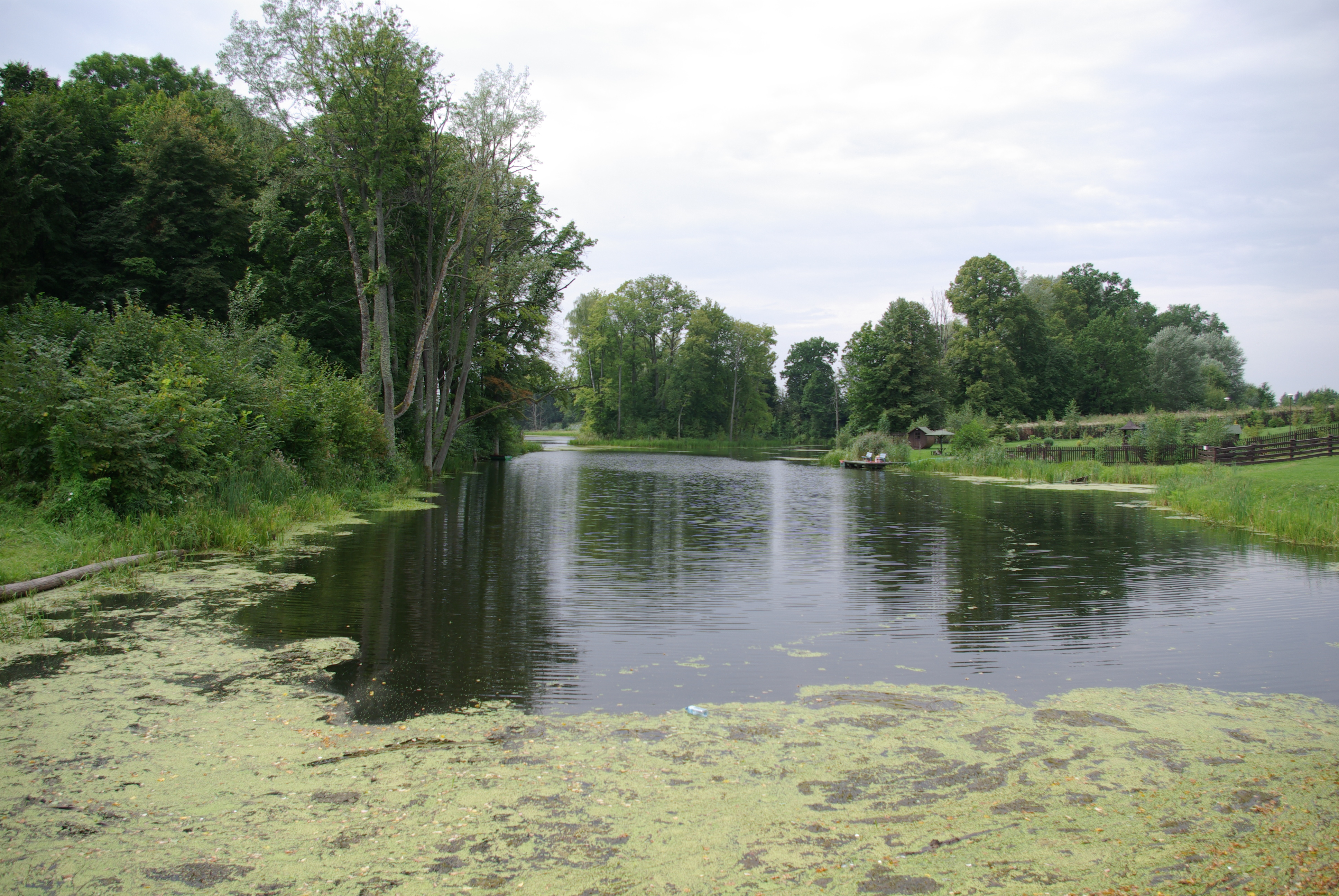
Die Angerapp bei Ołownik (Launingken/Sanden)

Ołownik (deutsch Launingken, 1938 bis 1945 Sanden) mit der Siedlung (osada) Ołownik ist ein Ort in der polnischen Woiwodschaft Ermland-Masuren, der zur Landgemeinde Budry (Buddern) im Powiat Węgorzewski (Kreis Angerburg) gehört.

## Geographische Lage
Ołownik liegt im Nordosten der Woiwodschaft Ermland-Masuren am Nordufer der Angerapp (polnisch Węgorapa). Bis zur einstigen und heute auf russischem Staatsgebiet gelegenen Kreisstadt Darkehmen (1938 bis 1946 Angerapp, heute russisch Osjorsk) sind es 17 Kilometer in nordöstlicher Richtung, während die jetzige Kreismetropole Węgorzewo (Angerburg) in zwölf Kilometern in südwestlicher Richtung zu erreichen ist.
Bei Ołownik handelt es sich um einen langgestreckten Ort: im Süden das Dorf an der Straße nach Dąbrówka (Dombrowken, 1938 bis 1945 Eibenburg), im Norden die Siedlung an der Straße, die sich im Grenzgebiet verliert und früher bis nach Kowarren (1938 bis 1946 Kleinfriedeck, russisch Saosjornoje) weiterreichte.

## Geschichte
Das kleine vor 1785 Olownicken, um 1785 Groß Launigken, nach 1785 Launicken, nach 1818 Launinken und bis 1938 Launingken genannte Dorf fand durch seine Ziegelei und zwischen 1914 und 1945 durch die Bahnstation an der Bahnstrecke Angerburg–Gumbinnen überörtliche Bedeutung. Zum Ort gehörten bis 1945 die Ortschaften Alt Eszergallen (1936 bis 1938 Eschergallen, 1938 bis 1945 Sandenwalde), Neusorge und Wald Illmen (beide nicht mehr existent und auf heute russischem Staatsgebiet) sowie Friedrichsfelde (1938 bis 1945 Sandenfelde, polnisch Pochwałki) und Nonnenberg (polnisch Miniszki).
Am 6. Mai 1874 wurde Launingken Amtsdorf und damit namensbestimmend für den Amtsbezirk, der – am 12. Januar 1939 in „Amtsbezirk Sanden“ umbenannt – bis 1945 bestand und zum Kreis Darkehmen (1939 bis 1945 „Landkreis Angerapp“ genannt) im Regierungsbezirk Gumbinnen der preußischen Provinz Ostpreußen gehörte.
Der Gutsbezirk Launingken zählte im Jahr 1910 insgesamt 477 Einwohner, und im Jahre 1925 waren es 623, wobei die Zahl sich bis 1933 auf 483 bzw. auf 500 im Jahr 1939 verringerte.
Am 3. Juni 1938 erhielt Launingken die Umbenennung in „Sanden“. Ausschlaggebend hierfür war die politisch-ideologische Motivation zur Vermeidung fremdländisch klingender Ortsnamen.
In Kriegsfolge kam der Ort 1945 mit dem gesamten südlichen Ostpreußen zu Polen und trägt seither die polnische Ortsbezeichnung „Ołownik“. Heute ist der Ort Sitz eines Schulzenamtes (polnisch sołectwo), in das der Nachbarort Pochwałki (Friedrichsfelde, 1938 bis 1945 Sanden) miteingeschlossen ist, und ein Ortsteil der Landgemeinde Budry (Buddern), vom Kreis Darkehmen in den Powiat Węgorzewski (Kreis Angerburg) „gewechselt“, vor 1998 zur Woiwodschaft Suwałki, seither zur Woiwodschaft Ermland-Masuren zugehörig.

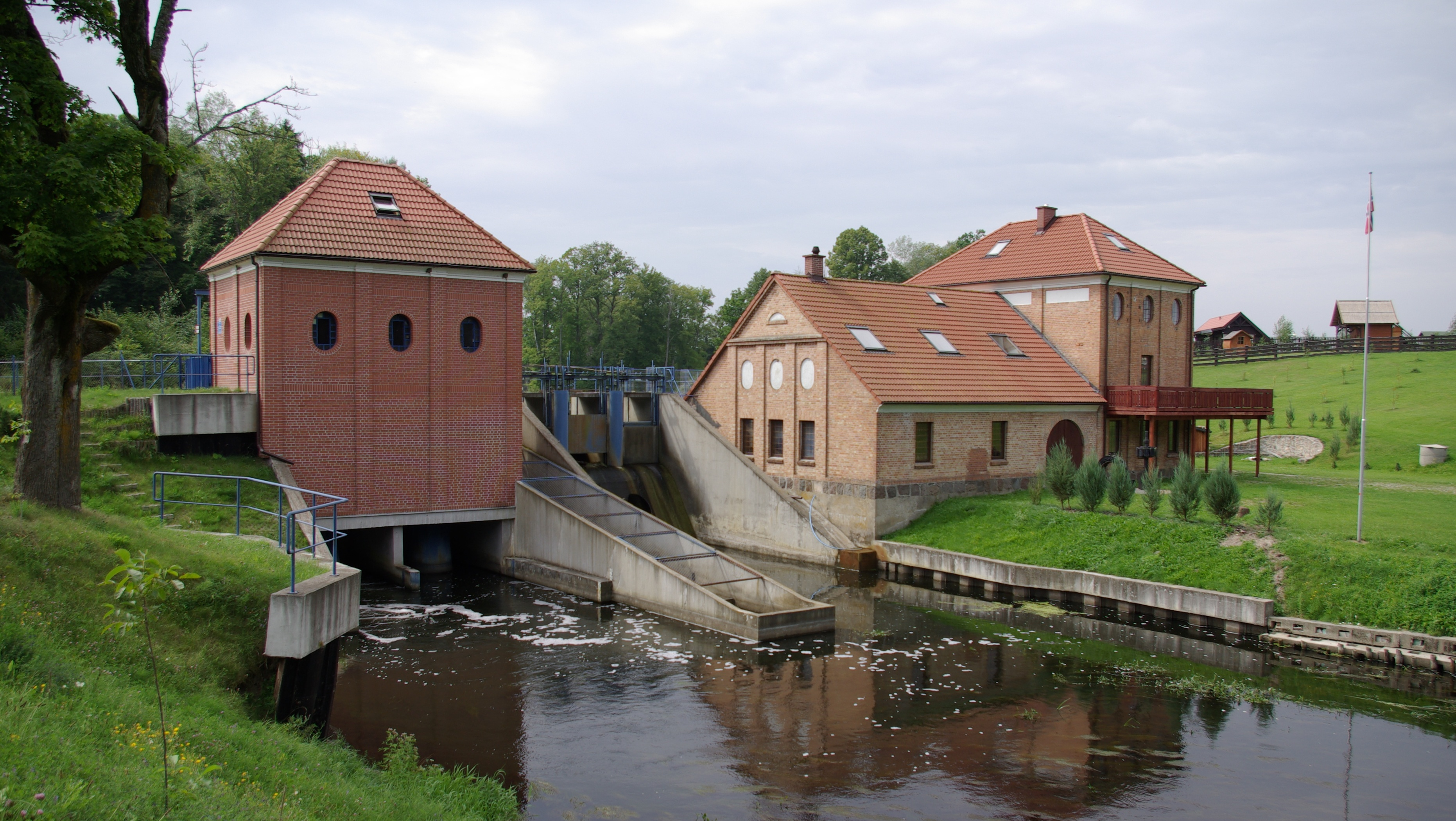
Wasserkraftwerk Ołownik an der Angerapp

Im Zweiten Weltkrieg wurde das Launingker Gutshaus dem Erdboden gleichgemacht. Hier verlebte der Schriftsteller, Naturforscher un Dichter Walter von Sanden-Guja (1888–1972) seine Jugendzeit. Der alte Park erinnert trotz seines verwilderten Zustandes noch heute daran, dass hier einmal über Generationen Gartenkultur gepflegt wurde.
In Ołownik befindet sich an der Angerapp ein Wasserkraftwerk (Elektrownia woda).

### Amtsbezirk Launingken/Sanden (1874–1945)
Den Amtsbezirk Launingken (Sanden) bildeten die Dörfer:
| Name                                      | Änderungsname 1938 bis 1945 | Heutiger Name | Bemerkungen                                     |
| ----------------------------------------- | --------------------------- | ------------- | ----------------------------------------------- |
| Neu Eszergallen 1936–38: Neu Eschergallen | Wehrwalde                   |               |                                                 |
| Launingken                                | Sanden                      | Ołownik       |                                                 |
| vor 1908: Klein Illmen                    |                             |               | 1928 nach Marienwalde eingemeindet              |
| vor 1908: Marienwalde                     |                             | Maryszki      | 1935 in den Amtsbezirk Lingwarowen umgegliedert |
| vor 1908: Wald Illmen                     |                             |               | 1928 nach Launingken eingegliedert              |

Am 1. Januar 1945 gehörten lediglich noch Wehrwalde und Sanden zum Amtsbezirk.

## Religionen
Vor 1945 war Launingken mit seinen Ortschaften in die evangelische Kirche Dombrowken in der Kirchenprovinz Ostpreußen der Kirche der Altpreußischen Union und in die katholische in Darkehmen im Bistum Ermland eingepfarrt.
Heute gehören die katholischen Einwohner des Dorfes und der Siedlung Ołownik zur Pfarrei Olszewo Węgorzewskie (Olschöwen, 1938 bis 1945 Kanitz), die hier in Ołownik eine Filialkirche unterhält. Sie gehört zum Bistum Ełk (Lyck) der Römisch-katholischen Kirche in Polen. Die evangelischen Kirchenglieder orientieren sich zur Kirchengemeinde in Węgorzewo (Angerburg), einer Filialgemeinde der Pfarrei in Giżycko (Lötzen), in der Diözese Masuren der Evangelisch-Augsburgischen Kirche in Polen.

## Persönlichkeiten
- Marie von Keudell (1838–1918), deutsche Landschaftsmalerin
- Alfred von Sanden (1861–1935), Gutsbesitzer auf Launingken, preußischer Kammerherr, Rechtsritter des Johanniterordens, Mitglied des Preußischen Herrenhauses

## Verkehr
Das Dorf Ołownik liegt an einer Nebenstraße, die Pawłowo (Paulswalde) und Dąbrówka (Dombrowken, 1938 bis 1945 Eibenburg) miteinander verbindet. Im Dorf besteht ein Straßenabzweig zur Siedlung im unmittelbaren Gebiet der Staatsgrenze zwischen Polen und Russland (EU-Außengrenze).
Von 1914 bis 1945 war der Ort Bahnstation an der Bahnstrecke Angerburg–Gumbinnen. Der Bahnhof lag zwei Kilometer nördlich des Ortes. Die Bahnstrecke wurde kriegsbedingt und aufgrund der Ziehung der Grenze stillgelegt und größtenteils demontiert.